# Surendra latimargo
Surendra latimargo är en fjärilsart som beskrevs av Moore 1879. Surendra latimargo ingår i släktet Surendra och familjen juvelvingar. Inga underarter finns listade i Catalogue of Life.